# 대서양 관계

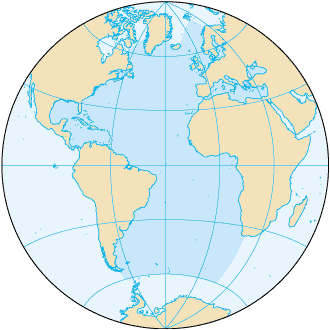
대서양

대서양 관계는 대서양 양쪽 국가 간의 역사적, 문화적, 정치적, 경제적, 사회적 국제 관계를 의미한다. 때로는 영국계 북미 국가(미국과 캐나다)와 특정 유럽 국가 또는 조직 간의 관계를 구체적으로 의미하기도 하지만, 다른 의미도 가능하다.
미국과 유럽이 일반적으로 의견이 다른 여러 가지 문제가 있다. 이 중 일부는 미국의 사형 사용과 같은 문화적인 문제이고, 일부는 중동 평화 과정과 같은 국제 문제이다. 이 문제에서 미국은 종종 친이스라엘적으로 보이며 유럽은 친아랍적(또는 적어도 중립적)으로 보이고, 다른 많은 문제들은 무역과 관련이 있다. 현재 미국의 정책은 종종 본질적으로 일방주의적이라고 묘사되는 반면, 유럽 연합과 캐나다는 다자주의적 접근 방식을 취하며 문제를 해결하기 위해 유엔 및 기타 국제 기관에 더 많이 의존한다고 종종 말해진다. 그들이 동의하는 다른 많은 문제들도 있다.

## 정의

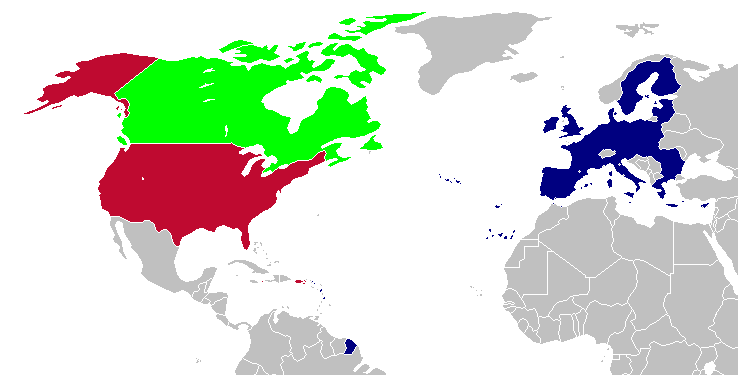
대서양 관계의 한 가지 잠재적 정의. 미국 (빨간색), 캐나다 (녹색), 유럽 연합 및 영국 (파란색). 이 정의에서 제외된 것은 영국 이외의 유럽 비EU 국가와 라틴 아메리카 및 아프리카 전체이다.

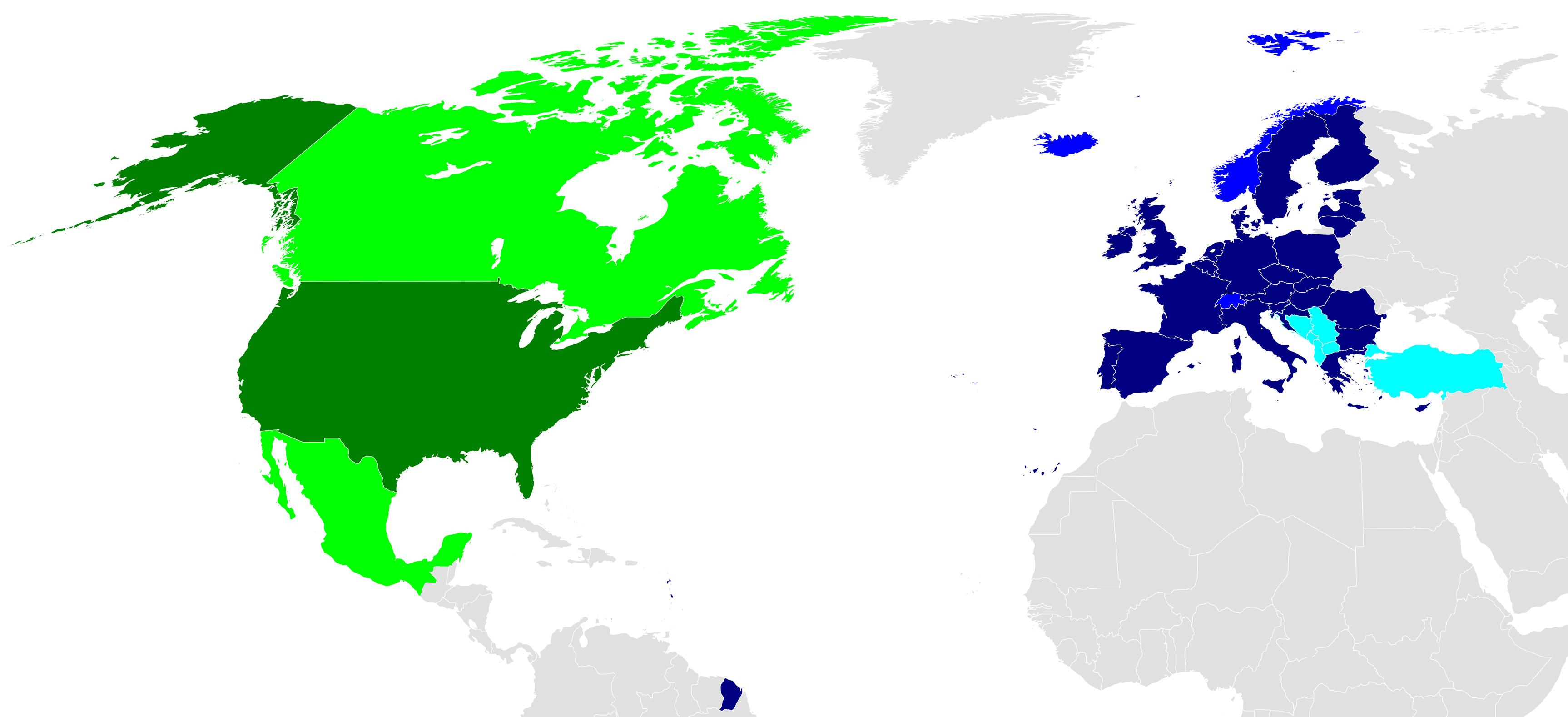
미국과 유럽 연합 사이에 범대서양 자유 무역 지대를 만들 것을 제안한다. 지도는 잠재적인 다른 회원국을 보여준다: NAFTA, EFTA, 미래 EU 회원국.

대서양 관계는 개별 국가 간의 관계를 의미할 수도 있고, 국가 그룹 또는 국제 기구와 다른 그룹 또는 국가 간의 관계, 또는 한 그룹 내에서의 관계를 의미할 수도 있다.
예를 들면:

그룹 내:
- NATO 내부 관계

예: 캐나다-북대서양 조약 기구 관계
그룹 간:
- EU - 북미자유무역협정 (NAFTA) 관계
- 유럽 자유 무역 연합 (EFTA) - NAFTA 관계
- 범대서양 자유 무역 지대 (이론적)
- CARIFORUM - 유럽 연합 집행위원회 (경제 파트너십 협정)

그룹과 국가 간:
- 캐나다-유럽 연합 관계
- 미국-유럽 연합 관계
- 캐나다 - EFTA 자유 무역 협정[2][3]

국가 간:
- 독일-미국 관계
- 캐나다-프랑스 관계, 등.

언어 및 문화별
- 영연방
- 포르투갈어 사용국 공동체
- 네덜란드 연합
- 프랑스어 사용국 기구
- 라틴 연합

대서양 관계에 속하는 국가의 경계는 맥락에 따라 달라진다. 이 용어는 특정 양자 관계, 예를 들어 영국-미국 관계의 완곡어로 사용될 수 있다. 유럽-미국 관계를 논할 때는 EU 회원국과 미국만을 지칭하도록 경계를 설정할 수 있다. 다른 상황에서는 캐나다 또는 유럽의 비EU 국가가 포함될 수도 있다. 이 용어는 아프리카 및 라틴 아메리카를 포함하는 더 넓은 대서양 세계의 맥락에서도 사용될 수 있다.

## 역사

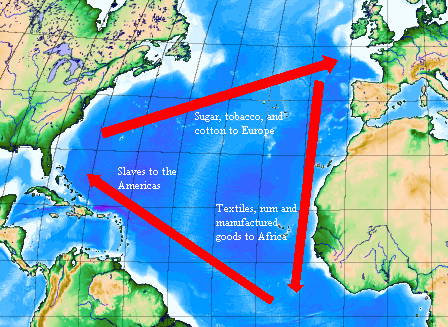
북대서양에서의 삼각 무역

유럽과 아메리카 간의 초기 관계는 식민주의와 중상주의에 기반을 두었다. 아메리카의 현대 국가 대부분은 이전에 존재했던 콜럼버스 이전 시대의 문명 및 문화와는 매우 다른 유럽 국가들에 의해 설립된 식민 국가들로 거슬러 올라갈 수 있다.
미국(그리고 나중에는 캐나다)이 독립한 후에도 두 대륙 간의 주요 관계는 일방적인 이주였다.
정치적으로 미국은 유럽 문제에서 거리를 두려고 노력했고, 캐나다는 영국의 외교 정책에 종속되었다.
그러나 제1차 세계 대전 중 두 북미 국가는 유럽에서 싸우고 유럽 정치에 몰두하게 되었다. 우드로 윌슨 대통령의 14개조 평화 원칙은 유럽 지도를 재구성하는 데 도움이 되었다.
루스벨트 행정부는 독일에 대한 전쟁에 참전하기를 원했지만, 대다수의 미국인들은 너무나 고립주의적이었고 제1차 세계 대전에서의 경험에 환멸을 느껴 제2차 세계 대전에 개입하기를 꺼려했다. 적어도 1941년 12월 7일 일본이 진주만을 공격하고 1941년 12월 11일 아돌프 히틀러가 미국에 선전포고할 때까지는 말이다. 일단 개입하자 미국은 전쟁 노력과 유럽 정치에 결정적인 역할을 하게 되었다.
두 번째 전쟁 이후 미국과 캐나다는 모두 유럽 방어에서 영구적인 역할을 원했고, 유럽 국가들은 소련으로부터의 보호를 원했다. 그 결과 냉전 동안 대서양 관계의 핵심이 된 북대서양 조약 기구가 탄생했다.
대서양주의는 북미와 유럽 간의 긴밀한 협력을 옹호하는 철학이다.
틀:Participation in Euro-Atlantic defence arrangements

## 같이 보기
- 대서양주의
- 대서양 공동체
- 대서양 평의회
- 대서양사
- 미국-유럽 연합 관계
- 유럽 연합-북대서양 조약 기구 관계
- 독일 마셜 기금
- 남대서양 평화 협력 지대
- 대서양 횡단
- 범대서양 경제 협의회
- 범대서양 자유 무역 지대 (TAFTA)
- 캐나다-유럽 연합 관계
- 캐나다-북대서양 조약 기구 관계
- 서구 세계

## 참고 문헌
- Jussi M. Hanhimaki, Benedikt Schoenborn and Barbara Zanchetta, "Transatlantic Relations since 1945. An Introduction", Routledge, London, 2012.